# Famke Boonstra
Famke Boonstra (* 23. September 2001) ist eine niederländische Volleyballspielerin.

## Karriere

### Vereinskarriere
Famke Boonstra begann im Alter von acht Jahren mit dem Volleyballspielen und entschied sich im Alter von 17 Jahren für den Weg in den Profivolleyball. Dieser Schritt hatte zur Folge, dass sie zur Saison 2019/20, nachdem sie in den vorherigen beiden Spielzeiten für AVV Keistad und Prima Donna Kaas Huizen spielte, zum Nachwuchsteam Team 22 in die Eredivisie, die höchste Volleyballliga in den Niederlanden, wechselte. Nach drei Spielzeiten wechselte sie nach Belgien zum Interfreight Brabo Antwerp Volley Team. Zur Saison 2023/24 wurde sie vom deutschen Bundesligisten Dresdner SC verpflichtet und wurde mit einem Zweijahresvertrag ausgestattet. Ihr Debüt für ihr neues Team in der Bundesliga gab sie am siebten Spieltag bei der Begegnung gegen den VC Neuwied 77.
Nach nur einer Saison lösten Famke Boonstra und der Dresdner SC den noch bis 2025 laufenden Vertrag „im beiderseitigen Einvernehmen“ auf. Zur Saison 2024/25 wechselte sie in die Schweiz und schloss sich dort dem Erstligisten  Infomaniak Genève Volley an.

### Nationalmannschaftskarriere
Boonstra spielte auch in der niederländischen Jugend-Nationalmannschaft und hatte 2022 ihr Debüt in der A-Nationalmannschaft.